# Abacomorphus
Abacomorphus là một chi bọ cánh cứng thuộc họ Carabidae, gồm có các loài sau:
- Abacomorphus asperulus Fauvel, 1882
- Abacomorphus caledonicus (Montrouzier, 1860)